# 裏サンデー
『裏サンデー』（うらサンデー）は、2012年より小学館が配信するウェブコミック配信サイト。通称『裏サン』。

## 概要
2012年4月18日、「掟破りの無料WEBマンガサイト」「脱獄型WEBコミックサイト」と題し、石橋和章をはじめとする編集者数名が立ち上げ、配信開始した無料コミック配信サイト。開始時は週刊少年サンデー編集部が運営していたが、後に独立し、現在は裏サンデー編集部が運営している。
クラブサンデーとは異なり、WEB漫画作家を中心に起用されており、同年5月7日より平日日替わりで各連載作品を更新する。各作品には1日1回投票可能な投票ボタンが付いており、作品毎の訪問数や得票数も公開され、読者がコメントをつけることが出来る機能も付与されている。配信形式は電子書籍ビューワなどは使用せず、ダウンロード制限のないJPEG画像で掲載されている。
サイト開設以来、単行本が発売されても全話掲載をしてきたが、2013年9月2日のリニューアル後、最新話と一部過去掲載分のみを公開することに変更された。
マスコットキャラはナマズの「ゲンコウ・ビリー」。
2014年12月、裏サンデーから派生した無料スマートフォンアプリ『マンガワン』を開始し、2015年4月、サイトをリニューアルした。現在はマンガワンの方がメインとなっている。
2019年9月、サイトを再びリニューアルした。

## 連載作品

### 連載中
※2025年3月時点のもの。
| 作品名                               | 作者（作画）         | 原作など                                     | 開始日        | 備考     |
| ------------------------------------ | -------------------- | -------------------------------------------- | ------------- | -------- |
| 出会って5秒でバトル                  | みやこかしわ（作画） | はらわたさいぞう（原作）                     | 2015年8月18日 | 木曜配信 |
| ダンベル何キロ持てる?                | MAAM（作画）         | サンドロビッチ・ヤバ子（原作）               | 2016年8月12日 | 月曜配信 |
| ペルソナ5                            | 村崎久都（作画）     | アトラス（原作）                             | 2016年9月22日 | 土曜配信 |
| 血と灰の女王                         | バコハジメ           | －                                           | 2017年1月6日  | 火曜配信 |
| 青のオーケストラ                     | 阿久井真             | －                                           | 2017年5月2日  | 火曜配信 |
| 付き合ってあげてもいいかな           | たみふる             | －                                           | 2018年8月31日 | 金曜配信 |
| ケンガンオメガ                       | だろめおん（作画）   | サンドロビッチ・ヤバ子（原作）               | 2019年2月7日  | 木曜配信 |
| 塩対応の佐藤さんが俺にだけ甘い@comic | 鉄山かや（作画）     | 猿渡かざみ（原作） Aちき（キャラクター原案） | 2020年5月22日 | 金曜配信 |
| 日本三國                             | 松木いっか           | －                                           | 2021年12月1日 | 水曜配信 |

### 連載終了
| 作品名                                                                                      | 作者（作画）                | 原作など                                      | 開始日         | 終了日         | 備考                                   |
| ------------------------------------------------------------------------------------------- | --------------------------- | --------------------------------------------- | -------------- | -------------- | -------------------------------------- |
| ゼクレアトル〜神マンガ戦記〜                                                                | 阿久井真（作画） 戸塚たくす | 戸塚たくす（原作）                            | 2012年4月18日  | 2013年9月4日   | 水曜配信                               |
| ヒト喰イ                                                                                    | 太田羊羹（作画）            | MITA（原作）                                  | 2012年4月18日  | 2014年9月30日  | 火曜配信                               |
| モブサイコ100                                                                               | ONE                         | －                                            | 2012年4月18日  | 2017年12月22日 | 金曜配信                               |
| ケンガンアシュラ                                                                            | だろめおん（作画）          | サンドロビッチ・ヤバ子 （原作）               | 2012年4月18日  | 2018年8月9日   | 木曜配信                               |
| 世界鬼                                                                                      | 岡部閏                      | －                                            | 2012年7月2日   | 2015年6月1日   | 月曜配信                               |
| マギ シンドバッドの冒険                                                                     | 大寺義史（マンガ）          | 大高忍（原作）                                | 2013年9月18日  | 2018年5月2日   | 水曜配信 『週刊少年サンデー』 より移籍 |
| 猛禽ちゃん                                                                                  | 阿久井真                    | －                                            | 2013年10月2日  | 2015年4月15日  | 水曜配信                               |
| 市場クロガネは稼ぎたい                                                                      | 梧桐柾木                    | －                                            | 2013年11月19日 | 2016年10月11日 | 火曜配信 『クラブサンデー』 より移籍   |
| 懲役339年                                                                                   | 伊勢ともか                  | －                                            | 2014年5月2日   | 2015年6月5日   | 金曜配信                               |
| Helck                                                                                       | 七尾ナナキ                  | －                                            | 2014年5月5日   | 2017年12月4日  | 月曜配信                               |
| 間宮さんといっしょ                                                                          | ガオシ                      | －                                            | 2014年5月29日  | 2018年7月8日   | 月刊作品                               |
| ヒトクイ-origin-                                                                            | 太田羊羹（作画）            | MITA（原作）                                  | 2014年12月9日  | 2017年7月11日  | 火曜配信                               |
| 美少年ネス                                                                                  | 江野スミ                    | －                                            | 2014年12月12日 | 2015年12月11日 | 金曜配信                               |
| IT'S MY LIFE                                                                                | 成田芋虫                    | －                                            | 2014年12月15日 | 2018年8月12日  | 月曜配信                               |
| 勇者が死んだ! ～村人の俺が掘った 落とし穴に勇者が落ちた結果。～                             | スバルイチ                  | －                                            | 2014年12月16日 | 2020年12月14日 | 月曜配信                               |
| 堕天作戦                                                                                    | 山本章一                    | －                                            | 2015年2月27日  | 2022年10月31日 | 月刊配信                               |
| 心が叫びたがってるんだ。                                                                    | 阿久井真（漫画）            | 超平和バスターズ（原作）                      | 2015年7月8日   | 2016年7月13日  | 水曜配信                               |
| 灼熱カバディ                                                                                | 武蔵野創                    | －                                            | 2015年7月9日   | 2024年7月23日  | 火曜配信                               |
| ケンガンアシュラゼロ                                                                        | だろめおん（作画）          | サンドロビッチ・ヤバ子 （原作）               | 2015年8月20日  | 2015年10月8日  | 木曜配信                               |
| たびしカワラん!!                                                                            | 江野スミ                    | －                                            | 2015年2月26日  | 2016年9月23日  | 金曜配信                               |
| ねじの人々                                                                                  | 若木民喜                    | －                                            | 2015年2月25日  | 2016年12月16日 | 月間配信                               |
| 銀狼ブラッドボーン                                                                          | 雪山しめじ（作画）          | 艮田竜和（原作）                              | 2015年4月29日  | 2021年11月6日  | 土曜配信                               |
| テラモリ                                                                                    | iko                         | －                                            | 2015年4月30日  | 2018年8月19日  | 日曜配信                               |
| たくのみ。                                                                                  | 火野遥人                    | －                                            | 2015年8月19日  | 2018年6月1日   | 金曜配信                               |
| サツリクルート                                                                              | 吉宗（作画）                | MITA（原作）                                  | 2015年10月23日 | 2017年4月18日  | 火曜配信                               |
| グッド・ナイト・ワールド                                                                    | 岡部閏                      | －                                            | 2016年1月4日   | 2017年1月8日   | 月曜配信                               |
| 送球ボーイズ                                                                                | サカズキ九（作画）          | フウワイ（原作）                              | 2016年1月5日   | 2022年5月27日  | 金曜配信                               |
| Sレア装備の似合う彼女                                                                       | 近江のこ                    | －                                            | 2016年1月7日   | 2019年9月6日   | 木曜配信                               |
| 辱                                                                                          | 窪茶                        | －                                            | 2016年1月8日   | 2016年8月19日  | 月刊配信                               |
| 桃色男女ちぇん☆                                                                             | 左右田もも                  | －                                            | 2016年1月8日   | 2016年1月21日  | 金曜配信                               |
| ゼルダの伝説 トワイライトプリンセス                                                         | 姫川明                      | －                                            | 2016年3月14日  | 2022年2月7日   | 月曜配信（月刊更新）                   |
| しのびがたき                                                                                | 飛田ニキイチ                | －                                            | 2016年4月1日   | 2017年12月22日 | 金曜配信                               |
| LiLy                                                                                        | えびさわまよ                | －                                            | 2016年5月9日   | 2017年3月5日   | 月曜配信                               |
| 秘密のレプタイルズ                                                                          | 鯨川リョウ                  | －                                            | 2016年5月13日  | 2024年2月9日   | 金曜配信                               |
| 圧勝                                                                                        | 小虎                        | －                                            | 2016年8月20日  | 2020年8月2日   | 日曜配信                               |
| DOG END                                                                                     | ゆりかわ                    |                                               | 2016年8月20日  | 2019年2月6日   | 水曜配信                               |
| ホイッスル!W                                                                                | 樋口大輔                    | －                                            | 2016年9月26日  | 2021年3月23日  | 月曜配信                               |
| 輪典 バベルハイムの商人                                                                     | 古海鐘一（漫画）            | マッグガーデン（協力）                        | 2016年9月28日  | 2020年1月15日  | 水曜配信                               |
| オレ達のパーティーは間違っている                                                            | エヌシ                      | －                                            | 2016年10月18日 | 2017年12月26日 | 火曜配信                               |
| 亜獣譚                                                                                      | 江野スミ                    | －                                            | 2016年12月18日 | 2020年2月9日   | 日曜配信                               |
| ××でも魔法少女になれますか？                                                                | 椿歩実                      | －                                            | 2017年1月4日   | 2019年1月21日  | 火曜配信                               |
| 辱 -断罪-                                                                                   | 窪茶                        | －                                            | 2017年1月5日   | 2018年1月21日  | 水曜配信                               |
| 死にあるき                                                                                  | 了子                        | －                                            | 2017年1月7日   | 2018年6月9日   | 土曜配信                               |
| バレーの球語                                                                                | 僕男                        | －                                            | 2017年1月8日   | 2018年9月16日  | 日曜配信                               |
| テラーナイト                                                                                | 月見隆士                    | －                                            | 2017年1月9日   | 2019年1月20日  | 月曜配日                               |
| 勇者様、湯加減はいかがですか？                                                              | まりも                      | －                                            | 2017年1月9日   | 2020年3月2日   | 月曜配信                               |
| ぼくらのQ                                                                                   | 市真時系                    | －                                            | 2017年4月29日  | 2018年11月25日 | 土曜配信                               |
| 放課後の異端者（グノーシス）                                                                | 十九島信                    | －                                            | 2017年5月7日   | 2018年5月21日  | 日曜配信                               |
| ハイメと臓器姫                                                                              | 鉄田猿児（作画）            | 千賀史貴（原作）                              | 2017年8月17日  | 2019年10月16日 | 金曜配信                               |
| 1000円ヒーロー                                                                              | 焼き芋ハンサム斉藤          | －                                            | 2017年8月17日  | 2020年10月9日  | 金曜配信                               |
| ぶっきんぐ!!                                                                                | 美代マチ子                  | －                                            | 2017年8月20日  | 2017年11月19日 | 日曜配信                               |
| 彼は彼女に変わるので                                                                        | 壱崎煉（作画）              | 中てい（原作）                                | 2017年8月21日  | 2019年7月21日  | 月曜配信                               |
| 愚連街                                                                                      | 手石ロウ                    | －                                            | 2017年8月23日  | 2021年2月7日   | 水曜配信                               |
| 四代目の花婿                                                                                | 小野ハルカ                  | －                                            | 2017年8月23日  | 2017年8月10日  | 水曜配信                               |
| 邪神の花嫁                                                                                  | 冬織透真                    | －                                            | 2017年8月25日  | 2018年9月28日  | 金曜配信                               |
| 或るアホウの一生                                                                            | トウテムポール              | －                                            | 2017年9月28日  | 2018年10月18日 | 木曜配信                               |
| あちらこちらぼくら                                                                          | たなと                      | －                                            | 2017年9月29日  | 2018年9月7日   | 金曜配信                               |
| 翼くんはあかぬけたいのに                                                                    | 小花オト                    | －                                            | 2017年9月30日  | 2024年1月6日   | 土曜配信（月刊更新）                   |
| マルセイ!!                                                                                  | 鯨川リョウ                  | －                                            | 2017年11月1日  | 2024年6月26日  | 水曜配信（月刊更新）                   |
| スラップスティック                                                                          | 青野春秋                    | －                                            | 2017年11月3日  | 2019年6月21日  | 金曜配信                               |
| 潜熱                                                                                        | 野田彩子                    | －                                            | 2017年11月8日  | 2017年8月15日  | 水曜配信                               |
| センコウガール                                                                              | 永井三郎                    | －                                            | 2017年11月9日  | 2018年12月6日  | 木曜配信                               |
| ロマンスの騎士                                                                              | 武富智                      | －                                            | 2017年11月10日 | 2019年01月18日 | 金曜配信                               |
| ほぐされ紳士、揉井さん                                                                      | 渦井                        | 崇志（整体監修）                              | 2017年11月12日 | 2019年10月7日  | 日曜配信                               |
| ベルサイユオブザデッド                                                                      | スエカネクミコ              | －                                            | 2017年11月14日 | 2020年11月7日  | 火曜配信                               |
| ヴァニラエンダーマン                                                                        | ほろばいさ子                | －                                            | 2018年1月6日   | 2018年8月14日  | 火曜配信                               |
| 砕け散る瞬間 僕らは、                                                                       | イズミハルカ                | －                                            | 2018年1月10日  | 2018年12月26日 | 水曜配信                               |
| 転性パンデみっく                                                                            | 冬野なべ                    | －                                            | 2018年1月11日  | 2020年7月18日  | 木曜配信                               |
| あかねのハネ                                                                                | 磯谷友紀                    | バドミントン・マガジン 編集部（監修）         | 2018年1月12日  | 2020年7月10日  | 金曜配信                               |
| トラップヒロイン                                                                            | 十三木考                    | －                                            | 2018年1月14日  | 2021年6月6日   | 日曜配信                               |
| プロミス・シンデレラ                                                                        | 橘オレコ                    | －                                            | 2018年1月15日  | 2022年3月28日  | 月曜配信                               |
| 女子高生から、婚活してます。                                                                | 左右田もも                  | －                                            | 2018年1月18日  | 2019年1月3日   | 木曜配信                               |
| 最強職《竜騎士》から初級職《運び屋》に なったのに、なぜか勇者たちから 頼られています＠comic | 幸路（漫画）                | あまうい白一（原作） 泉彩（キャラクター原案） | 2018年2月10日  | 2024年6月15日  | 土曜配信                               |
| ヒマチの嬢王                                                                                | 茅原クレセ                  | －                                            | 2018年8月2日   | 2022年11月24日 | 木曜配信                               |
| REIGEN                                                                                      | ONE                         | －                                            | 2018年4月2日   | 2019年9月23日  | 月曜配信                               |
| 愛してるって言わなきゃ、死ぬ                                                                | 三生                        | －                                            | 2018年5月22日  | 2019年5月24日  | 火曜配信                               |
| 夜人                                                                                        | 岡部閏                      | －                                            | 2018年5月26日  | 2018年12月25日 | 土曜配信                               |
| あなたの鼓動を見させて。                                                                    | 棚橋なもしろ（作画）        | MITA（原作）                                  | 2018年5月23日  | 2019年10月2日  | 水曜配信                               |
| お姉ちゃんは恋妖怪                                                                          | 青島かなえ                  | －                                            | 2018年5月27日  | 2020年8月2日   | 日曜配信                               |
| ３インチ                                                                                    | 多口はじめ                  | －                                            | 2018年8月27日  | 2021年7月12日  | 月曜配信                               |
| ピウイ 〜ふしぎないきもの〜                                                                 | 七尾ナナキ                  | －                                            | 2018年7月30日  | 2018年10月29日 | 月曜配信                               |
| アンダーグラウンドマザー                                                                    | 陽丘ハオ                    | －                                            | 2018年8月3日   | 2018年11月30日 | 金曜配信                               |
| 不死身のパイセン                                                                            | 田口翔太郎                  | －                                            | 2018年8月17日  | 2018年9月14日  | 金曜配信                               |
| みずまほ 〜水着になったら魔法を出せた！〜                                                   | むうりあん                  | －                                            | 2018年8月28日  | 2019年7月30日  | 火曜配信                               |
| 勇者たち                                                                                    | 浅野いにお                  | －                                            | 2018年8月29日  | 2018年10月16日 | 火曜配信                               |
| 鬼ギャルさん！鬼気迫る!!                                                                    | ほりかわけぇすけ            | －                                            | 2018年8月30日  | 2019年4月18日  | 木曜配信                               |
| アルケイク・ヒューマンズ                                                                    | 市井伊月                    | －                                            | 2018年9月1日   | 2019年6月8日   | 土曜配信                               |
| 邪剣さんはすぐブレる                                                                        | 飛田ニキイチ                | －                                            | 2019年1月13日  | 2021年8月11日  | 日曜配信                               |
| 生きぬけ！爆走！クソハムちゃん                                                              | NORICOPO                    | －                                            | 2019年1月14日  | 2024年3月18日  | 月曜配信                               |
| 引っ越し大名三千里                                                                          | 永田狐子                    | 土橋章宏（原作）                              | 2019年1月15日  | 2019年11月12日 | 火曜配信                               |
| 俺だけにかまって魔可先輩                                                                    | いうのす                    | －                                            | 2019年1月16日  | 2019年9月11日  | 水曜配信                               |
| あーとかうーしか言えない                                                                    | 近藤笑真                    | －                                            | 2019年1月17日  | 2020年4月23日  | 木曜配信                               |
| リタ                                                                                        | 桂実                        | －                                            | 2019年1月18日  | 2019年7月30日  | 金曜配信                               |
| 乙女装甲アルテミス                                                                          | 足立たかふみ                | －                                            | 2019年1月19日  | 2019年10月5日  | 土曜配信                               |
| 薬屋のひとりごと〜猫猫の後宮謎解き手帳〜                                                    | 倉田三ノ路（作画）          | 日向夏（原作） しのとうこ（キャラクター原案） | 2019年2月1日   | 2019年9月20日  | 金曜配信                               |
| 魔王です。女勇者の母親と再婚したので、 女勇者が義理の娘になりました。@comic                 | 郁橋むいこ（漫画）          | 森田季節（原作） すし*（キャラクター原案）    | 2019年2月1日   | 2021年7月11日  | 金曜配信                               |
| 女の子が抱いちゃダメですか?                                                                 | ねじがなめた                | －                                            | 2020年5月21日  | 2022年4月28日  | 木曜配信                               |
| 正義の学園                                                                                  | 三生                        | －                                            | 2021年5月5日   | 2022年8月3日   | 水曜配信                               |

## 映像化作品

### アニメ化
| 作品                                                           | 放送年          | アニメーション制作             | 備考                 |
| -------------------------------------------------------------- | --------------- | ------------------------------ | -------------------- |
| マギ シンドバッドの冒険                                        | 2016年          | Lay-duce                       | 『マギ』のスピンオフ |
| モブサイコ100                                                  | 2016年（第1期） | ボンズ                         | OVAあり              |
| モブサイコ100                                                  | 2019年（第2期） | ボンズ                         | OVAあり              |
| モブサイコ100                                                  | 2022年（第3期） | ボンズ                         | OVAあり              |
| たくのみ。                                                     | 2018年          | プロダクションアイムズ         |                      |
| ダンベル何キロ持てる?                                          | 2019年          | 動画工房                       |                      |
| 灼熱カバディ                                                   | 2021年          | トムス・エンタテインメント     |                      |
| 出会って5秒でバトル                                            | 2021年          | SynergySP ベガエンタテイメント |                      |
| 勇者が死んだ! ～村人の俺が掘った落とし穴に勇者が落ちた結果。～ | 2023年          | ライデンフィルム               |                      |
| 青のオーケストラ                                               | 2023年（第1期） | 日本アニメーション             |                      |
| 青のオーケストラ                                               | 2025年（第2期） | 日本アニメーション             |                      |
| Helck                                                          | 2023年          | サテライト                     |                      |

| 作品         | 公開年 | アニメーション制作 | 備考 |
| ------------ | ------ | ------------------ | ---- |
| IT'S MY LIFE | 2019年 | Creators in pack   |      |

| 作品                     | 公開年          | アニメーション制作 | 備考 |
| ------------------------ | --------------- | ------------------ | ---- |
| ケンガンアシュラ         | 2019年（第1期） | LARX ENTERTAINMENT |      |
| ケンガンアシュラ         | 2023年（第2期） | LARX ENTERTAINMENT |      |
| グッド・ナイト・ワールド | 2023年          | NAZ                |      |

### ドラマ化
| 作品                   | 放送年 | 制作                   |
| ---------------------- | ------ | ---------------------- |
| モブサイコ100          | 2018年 | テレビ東京・東映ビデオ |
| プロミス・シンデレラ   | 2021年 | TBS・共同テレビ        |
| ブラックガールズトーク | 2024年 | テレビ東京             |

## 連載投稿トーナメント
裏サンデーが2012年12月25日から始めた企画。第5回より、『マンガワン投稿トーナメント』の名称になった。
年に2回開催しており、第1話の原稿を投稿し、編集部で採点された5作品と、予選敗退作品の中からマンガワンのユーザーの投票により選ばれた2作品の計7作品が決勝に進み、第2話の原稿でユーザーに投票してもらい、優勝したら即連載という内容である。
以前は不定期の開催であり、1回戦で第1話、2回戦で第2話、決勝で第3話を投稿し、全て読者の投票とコメントで評価され、優勝したら即連載という内容であった。

## レーベル
「裏少年サンデーコミックス」(背表紙における表記は「裏サンCOMICS」)のレーベルで2012年11月16日より単行本が発売中。基本、B6版で発売しているが、『マギ シンドバッドの冒険』と『送球ボーイズ』のみ少年サンデーコミックスと同じ新書版で発売している。また、『市場クロガネは稼ぎたい』のみ「少年サンデーコミックス」のレーベルで発売している。
週刊連載の場合、単行本化は確約されているが、月刊連載の場合、180ページ分打ち切られず連載できれば単行本化というシステムになっている。
初の単行本発売の前日より、「赤字のため単行本が売れなければ裏サンデー終了の可能性があります」という告知を行い、話題となった。
2019年4月、Cygamesが運営するサイコミと業務提携をして、新レーベル「サイコミ×裏サンデー」が誕生した。

## 収益
当初は課金システムや広告モデルなどを導入せず、単行本販売のみで採算をとる仕組みであった。そのため初の単行本発売の前日に「赤字のため単行本が売れなければ裏サンデー終了の可能性があります」と告知をしたが、単行本の売上はユーザー数の割に低い状態にとどまっていた。
2013年3月、ユーザーが増えるに伴ってサーバー維持費なども増えたため、費用を賄うために広告をつけたり、連載作品の一部を公開制限したりなどのリニューアルを行った。作品の閲覧を制限したことで結果的に単行本の売上は伸びたが、今度はユーザー数の伸びが止まってしまう。
どうしようか悩んでいた時、裏サンデーで実施していた「ビジネスパートナー募集」の企画で、Link-Uからアプリを作らないかという提案があり、2014年12月、裏サンデーのアプリ版である『MangaONE』を開始する。MangaONEではライフ制を軸とした閲覧制限と課金システムを採用している。

## 評価
リリース当初から「面白い」「読みやすい」とtwitterを利用した口コミで広まりを見せ、2012年11月には月間平均ページビュー（PV）1000万・UU80万を獲得し、「日本一人が集まるコミックサイト」となった。2014年9月には、月間UU120万・月間PV2700万にまで成長するが、この頃になると漫画配信アプリが台頭し、一部アプリは裏サンデーより多くのユーザーを集めるようになっていた。
経営面では当初単行本が思ったように売れず苦戦していた。しかし、前述のようにアーカイブスの閲覧を制限したことで単行本の売上が伸び、2014年7月時点では「非常に好調」であるとされる。